# Personaggi di Monster Allergy

Bombo, Timothy-Moth, Elena Patata ed Ezechiele Zick nella serie animata.

In questa pagina, sono elencati i diversi personaggi presenti nella serie di Monster Allergy e nell'omonima serie animata.

## Domatori
Una razza di mostri che posseggono un aspetto umano. Per tale ragione, non hanno bisogno dell'invisibilità, ma in compenso sono dotati di un altro potere: quello del Dom, una forma di magia che li porta a controllare i mostri tramite gesti, parole e telepatia. In più hanno la possibilità di compiere altre magie: teletrasporto, telecinesi, emissione di energia e respirare sott'acqua. In origine erano come delle guardie per i mostri buoni (Monster-Si), proteggendoli da quelli cattivi (Monster-Ska), ma furono esiliati diversi decenni prima dell'inizio della serie dalle città sospese per via del loro abuso di potere e rinchiusi nelle oasi di detenzione. Durante il corso della serie, tale esilio verrà poi ritirato e i Domatori saranno liberi di ritornare alle città sospese. I Domatori Neri (Domatori Oscuri, nella serie animata) sono invece coloro che usano il loro potere per sottomettere non solo i Monster-Ska, ma anche i Monster-Si.
Nel cartone non viene esplicitamente spiegato che i Domatori siano mostri (Jeremy si limita a spiegare che, come i mostri delle Oasi, anche loro sono dei detenuti), tuttavia, diversi indizi (quale il fatto che, se divorati da un fantasma, questo può diventare solido, come succederebbe quando divora un mostro) lasciano intuire che i Domatori siano mostri anche nella serie animata.

### Ezechiele Zick
Protagonista della serie, caratterizzato dai capelli violacei e i vestiti blu. È un Domatore meticcio, in quanto la madre è una Rifugiatrice (da notare che, nel fumetto, non ha le nuvolette di dialogo giallognole come i membri del Poddum-Si), tuttavia possiede un Dom più forte degli altri domatori, tanto che può controllare sé stesso (il Dom sul Dom). Soffre di svariate allergie, molte delle quali facenti parte dei suoi poteri Dom, che gli permettono di rintracciare i mostri. Viene preso in giro dai suoi compagni di scuola per la sua bizzarra vita asociale. A causa del suo enorme potere, Zick diventa preda di diversi malvagi della serie, che intendono sfruttare il suo Dom per i loro loschi fini. Sinistro riuscirà in tale impresa, imprigionando il suo potente Dom, ma questi si libera subito dopo, catturando Sinistro. Senza il Dom, non solo Zick perde il potere di domare i mostri, ma anche di vederli. Inoltre, dieci anni dopo, Elena scopre che senza Dom, Zick cresce molto lentamente, risultando ancora bambino all'età di 20 anni. Fortunatamente, Zick riesce a ritrovare il suo Dom e ritornare alla sua reale e normale stazza. Ci tiene molto ad Elena, nonostante tenti di nasconderlo e negarlo perfino a sé stesso.
Nella serie animata è doppiato da Monica Ward.

### Zobedja "Zob" Zick
Padre di Zick, simile in lui in tutto e per tutto, anche nell'aspetto fisico. Si è laureato in entomologia, anche se ha continuato a cacciare mostri durante il periodo di esilio, coperto dal padre. Tuttavia, Zob e il suo amico Terrence, durante le loro avventure, si imbatterono in un Pipluor, contro cui persero diverse tonnellate di energia Dom, rimpicciolendosi. Per sette anni, Zob visse a tali dimensioni, finché il figlio, scoperto che suo padre non era morto in Amazzonia come gli avevano detto, lo riportò alla normalità con il respiro di Mugalak. Tornato normale, Zob è diventato portavoce dei Domatori.
Nel cartone, il motivo per cui Zob si è rimpicciolito è un altro: uno scontro all'ultimo respiro contro Magnacat.
È doppiato da Andrea Ward.

### Tedduja "Teddy" Thaur
Teddy è un amico-rivale di Zick. È un ragazzo poco amichevole biondo e alto. Nel fumetto, Zick lo conosce a casa della zia, come suo allievo di pianoforte, ma poi scopre che, come lui, ha un padre privo di energia, che Zick aiuterà a portare normale con il respiro di Mugalak. Si rivela scontroso e un po' discriminatorio nel confronti di Elena, anche dopo che diventa una Rifugiatrice.
Nel cartone, Zick conosce Teddy in un altro modo e fanno più spedizioni insieme, rispetto al fumetto.
È doppiato da Massimo Di Benedetto.

### Terrentuja "Terrence" Thaur
Padre di Teddy e vecchio amico di Zob. Zob lo considera un traditore per averlo lasciato solo contro il Pipluor (o per essersi arreso a Magnacat, nel cartone). Come Zob, Teddy si ritrova rimpicciolito (pietrificato nel cartone) per sette anni, prima che Zick lo riporti normale per far pace con Teddy. Durante la lotta contro Magnacat, Zob e Terrence si perdonano a vicenda e fanno pace, restando buoni amici e buoni rivali come i figli.
È doppiato da Claudio Moneta.

### Johanna Tulasech Thaur
Madre di Teddy e moglie di Terrence. Rispetto al marito, Johanna è in buoni rapporti con Zob e Greta.

### Lay Mamery
Amica di Zick e Teddy, alta, matura e affascinante. In un primo momento, Elena prova gelosia nei suoi confronti. È la più grande del gruppo di giovani domatori e la più responsabile. Teddy cerca sempre di fare colpo su di lei, senza risultato. Compare anche nella serie animata.
È doppiata da Loredana Nicosia.

### Paco Luseney
Amico motociclista di Zob, tiene moltissimo alla sua moto, più che alla sua vita. Nel cartone viene rappresentato piuttosto impulsivo.

### Paul e Raul Luseney
I figli di Paco, i più giovani tra i Domatori. Due pesti che, con Teddy, adorano fare scherzi ai mostri di casa Barrymore e ai bidelli dell'Antica Armeria. Compaiono anche nella serie animata.

### Cal Tulasech
Domatore di colore, amico di Zob. Compare anche nella serie animata.
È doppiato da Marco Balzarotti.

### Dan Tulasech
Figlio di Cal e insegnante dei Domatori dell'Antica Armeria, Lay e altre studentesse hanno una cotta per lui. Un suo antenato era uno dei primi Domatori Neri ed è ossessionato che quel ramo marcio della famiglia possa colpire anche loro. Compare anche nella serie animata.

### Ezeria e Maria Bertold Zick
Nonni paterni di Zick. Quando abitava a Casa Barrymore, Ezeria copriva sempre le uscite avventurose di Zob, fingendo di sgridarlo in salotto, mentre invece, tali urla erano rivolte ad un manichino. Quando Zob ritornò miniaturizzato, Ezeria e sua moglie Maria furono puniti venendo esiliati in un'altra oasi da Deputhy-Deth, nel rustico villaggio di Eilenou. Tuttavia, Ezeria e Maria cercarono sempre di scappare, fallendo costantemente. Quando finalmente ci riescono, scoprono poco dopo che l'esilio dei Domatori è stato ritirato, andando a trovare il nipote e il figlio, al quale promette di mettersi a dieta quando lui troverà un lavoro serio.

### Hector Sinistro
Uno dei due antagonisti principali della serie (nonché l'ultimo avversario dei protagonisti nella storia originale dei fumetti). Il più potente dei Domatori Neri. Caratterizzato da un cilindro malconcio e l'handicap che gli fa da nome: possiede due mani sinistre (ancor peggio, non è nemmeno mancino). Dopo aver catturato i mostri, Sinistro esibiva la maggior parte come fenomeni da baraccone (come vendetta del suo orribile passato) e i meno fortunati combattevano nell'arena. Fu imprigionato con il suo circo da Ezeria, ma il barattolo di Sinistro, anni dopo, si spezzò, permettendogli di scappare. Catturati i mostri di casa Barrymore, Sinistro obbliga Bombo a combattere al ring di Bigburg sotto il nome di Balordoh, ma Zick ed Elena lo smascherano pubblicamente, costringendolo alla fuga. Dopo aver assemblato i rimanenti Domatori Neri, Sinistro invade l'Antica Armeria e rapisce Zick affinché gli dia il suo potente Dom. Zick, per salvare Elena, acconsente, ma Sinistro viene inglobato dal Dom di Zick, rimanendo in una specie di sonno sospeso, poi il Dom parte per il mondo a catturare sempre più mostri. Quando Zick si ricongiunge con il suo Dom, Sinistro si rifugia in un fienile, dove muore dalle ferite. Prima di spirare, Sinistro chiama suo figlio Leon e gli passa il suo Dom, più il Dom sostitutivo che era riuscito a prendere da Zick e gli chiede una sola cosa per onorarlo: vendetta. Zick ed Elena poi rincontreranno la sua ombra nel dombox di Leon, dove viene ostacolato dallo spirito di sua moglie.
Nella serie animata, Hector Sinistro è l'antagonista principale della seconda e ultima stagione, e quindi divenne cattivo quando fu scoperto da Zob, che lo beccò vendere mostri inscatolati a loschi figuri. Quando Zob lo rivelò all'Antica Armeria, le armi di Sinistro furono confiscate e lui fu radiato per sempre. Adesso Sinistro ha due obbiettivi: recuperare le sue armi dall'Antica Armeria e vendicarsi su Zob e la sua famiglia. Per vendicarsi sugli Zick, tenta prima di distruggere la famiglia uno ad uno, cominciando da Zick, ma poi, capendo che da solo non ce la farà, si allea con Moog Magister. Recuperato un potente bastone Dom, questi esplode dal sovraccarico, facendo diventare Sinistro in un piccolo mostro simile ad una scimmia.
È doppiato da Leonardo Graziano.

### Leon Sinistro
Figlio di Hector Sinistro e una rifugiatrice di nome Matilde (nonostante la natura meticcia, però, non ha i fumetti bianchi come Zick). Come il padre, ha lo stesso handicap ai piedi. È stato cresciuto (per poco tempo) amorevolmente dalla madre, spaventata dall'improvvisa crudeltà del marito, ma questi la trovò e la fece sparire. Leon, quindi, crebbe convinto che Matilde li avesse abbandonati. Quando poi trova il padre in fin di vita, Hector gli chiede vendetta, porgendogli il suo Dom e quello sostitutivo di Zick (anch'esso di un domatore oscuro). Inizialmente si finge come un semplice Domatore inesperto che non vede l'ora di imparare le cose da Zick ed Elena, ma poi rivela la sua identità e cerca di uccidere i due. Leon viene neutralizzato e, dopo diversi tentativi, viene affidato al Supremo, affinché smetta di avere idee omicide su Zick ed Elena. La sua cattiveria si trasferisce però nella sua mano (bruciatasi in un incidente), creando una specie di doppia personalità dovuta alla presenza di tre dom neri nel suo corpo. Tuttavia, grazie alla muffola che sua madre conservò, Leon viene guarito dalla perfidia di Hector e torna a vivere una vita normale.

### Gimbo Sullivan
Coetaneo di Leon. Adora le cose che saltano in aria. Viene messo sotto l'ala istruttrice di Elena e Zick.

### Hugo Planck
Coetaneo di Leon. Adora le cose che bruciano. Viene messo sotto l'ala istruttrice di Elena e Zick.

### Vanessa Cordoval
Domatrice adolescente. Una ragazza emo-goth che soffre di depressione e la sua negatività la porta a comportarsi come un fantasma. Viene messa sotto l'ala istruttrice di Elena, che la considera una grande amica, iniziando a lasciarsi alle spalle la sua negatività.

### Bobby Clash
Personaggio originale della seconda stagione del cartone. È un giovane domatore e personaggio minore della seconda stagione. È amico di Teddy e Zick, nonché loro rivale. È affascinante e intelligente, rendendolo popolare con le ragazze dell'armeria.

## Rifugiatori
Esseri umani dotati del potere di vedere il Poddum-Si (il mondo dei mostri). Per questo loro potere, i Tutori insidiano nelle loro case le oasi di detenzione. Il potere della vista viene tramandato di genitore in figlio.

### Elena Patata
Protagonista femminile della serie. È una bellissima ragazza dai capelli rossi e con il naso a patata, da lì nascono diversi soprannomi, influenzati sempre dal cognome. La sua esclamazione proverbiale è "Porca bomba!", che ripete in quasi ogni capitolo. Quando conosce Zick non lo considera uno svitato e crede sin da subito del fatto che vede i mostri. Per quasi metà della serie (sia nel fumetto che nel cartone), Elena non riesce a vedere tutti i mostri, ma poi Greta le passa i poteri da rifugiatrice concedendole di vedere i mostri ed aiutare Zick. Poco dopo, le verrà poi affidato Bombolo come suo primo mostro a cui badare. Non è in buoni rapporti con Teddy, ma lo considera un amico. Nel volume "La voce dell'ombra" Zick e Elena si mettono insieme.
È doppiata anche lei da Monica Ward.

### Greta Barrymore Zick
Madre di Zick. Lavora ad un negozio di fiori, la sua passione. All'inizio cerca di fingere che non ci siano mostri, affinché possa impedire a Zick dal finire come suo padre, ma dopo essere stata scoperta e dopo aver cercato di offuscare i poteri di Zick con la lavanda (nel cartone cerca di aiutarlo a raggiungere indenne l'Antica Armeria), gli rivela la verità su suo padre e della sua natura da Rifugiatrice.
È doppiata da Alessandra Korompay.

### Roy Reboolaz
Rifugiatore del faro dove abita Lardine. Figlio di una grande stirpe di pescatori, aiuta Lardine a impedire ai suoi mostri di scappare. Assente nel cartone animato.

### Matilde Sinistro
Moglie di Hector e madre di Leon. Matilde era una rifugiatrice che si innamorò di Hector Sinistro quando ancora non fu corrotto dalla malvagità. Tuttavia, quando Hector divenne un Domatore Nero, questi iniziò a ripudiare la moglie e quando Matilde scappò da lui con il figlio, lui la inseguì e rinchiuse la sua anima nel suo dombox, nascondendo il suo corpo da un'altra parte e mentendo a Leon sul fatto che Matilde li aveva abbandonati. Quando Zick si avventura dentro il dombox dei Sinistro, alla ricerca dell'anima di Elena, lo spirito di Matilda lo protegge sulla via, dandogli istruzioni su come superare i mostri e le creature di Sinistro. Prima che Zick ed Elena lascino il Dombox, Matilde chiede ai due se possono portare a Leon l'unico ricordo che ha di lui: una muffola per neonati. Con quella muffola, la malvagità dei tre Dom dentro Leon sparisce e questi viene riabilitato.

## Umani
Normali persone incapaci di vedere il Poddum-Si.

### Patty Smirnov e Tatty O'Hare/Mattie O'Hara
Compagne di scuola di Zick ed Elena. Presuntuose e ficcanaso, alle due piace curiosare (tanto che nel cartone riescono, seppur brevemente, a scoprire la verità sui mostri) e spettegolare su tutto. Cercano sempre di convincere Elena a passare dalla loro parte e di lasciar perdere Zick, senza alcun successo, facendosela nemica. Nella seconda stagione del cartone vengono catturate da Mug Mug, ma vengono salvate da Zick, dimostrandosi entrambe totalmente irriconoscenti nei confronti di Zick ed Elena, dicendo che riveleranno a tutti il loro segreto, tuttavia, Zick cancella a loro la memoria.
Sono doppiate rispettivamente da Monica Bertolotti e Raffaella Castelli.

### Soup e Ford
Le spalle di David e i bulli della scuola. Soup è piccolo e smilzo e con gli occhiali enormi, Ford è grasso e porta l'apparecchio. Ford, per quanto bullo, è vittima delle battute di Zick, che non riesce mai a capire finché Soup non gliele spiega, finendo col picchiare lui per averlo "insultato". Detestano profondamente anche Annie per avergli tolto David, il loro capo. Ogni occasione è buona per fare dispetti a Zick e a Elena che, prontamente, non solo li evitano ma riescono pure ad umiliare i due bulli rivoltando i loro scherzi contro di loro.
Sono doppiati rispettivamente da Cinzia Villari e Paolo Vivio.

### David "Dedevid" McMackamack
Bulletto balbuziente della scuola di Oldmill, dalla pettinatura a caschetto bionda. A causa della sua balbuzie, Zick lo chiama Dedevid, ma, visto che è una persona rispettosa, gli permette di farlo vittima delle sue false minacce. A casa, però, David si rivela essere un ragazzo molto intelligente ed erudito grazie alla grande libreria di famiglia e, come Zick scopre, sia la sua identità di bullo che la sua balbuzie sono solo una finzione (principalmente perché teme di essere preso in giro come "secchione"). Assieme ad Annie, frequenta la stessa università di Elena.
Nel cartone, il suo ruolo viene diminuito e gli viene tolta la questione della balbuzie (e, di conseguenza, il suo soprannome).
È doppiato da Alessio Ward.

### Annie "Ragnetto" Van Mousse
Vittima preferita di Soup e Ford, amica di Elena e Zick e fidanzata di David, Annie, chiamata "Ragnetto" per i suoi occhiali e il suo corpo magro, è la secchiona della classe. Assieme a David, frequenta la stessa università di Elena.
Nel cartone, il suo ruolo è stato minimizzato, limitandosi a mostrarsi come la ragazza di David.
È doppiata da Tosawi Piovani nella prima serie e da Loretta Di Pisa nella seconda.

### Miss Petula Swift
La maestra di Zick ed Elena. Tende a svenire dopo una forte emozione.

### Agente Jackson
Un'agente di polizia del quartiere di Oldmill, caratterizzata dal gigantesco cappello ad afro. Compare sporadicamente in diversi episodi, sia nel cartone che nel fumetto.

### Bob
Gelataio di Oldmill. Dopo essere tornato normale, Zob trova lavoro alla sua cremeria. Nel primo episodio (sia del fumetto che del cartone) affida a un malvagio postino canicida dei cuccioli di bulldog, che (per fortuna) verranno salvati e adottati da un ristoratore.

### Julie e Harvey Patata
I genitori di Elena. A causa della promozione di Harvey a direttore del supermercato locale, la famiglia Patata si trasferisce a Oldmill. Harvey è rappresentato corpulento, impacciato e un po' maldestro. Julie (che per buona parte della serie la passa con un pancione di 8-9 mesi) è più sveglia del marito e più attenta. Il cognome di Julie da ragazza è Wallaby.
Doppiati rispettivamente da Giò Giò Rapattoni e Lucio Saccone.

### Charlie e Violet Patata
I gemelli dei Patata, nati nel corso della serie. Il nome di Charlie è stato scelto in onore dell'amico immaginario di Elena (più o meno per questo motivo, possiede il suo Kuix). Gli piacciono combinare scherzi.

### Lonzo Patata
Cuginetto di Elena. Viene divorato dalla Pianta Digerente (nel cartone è Bombo a mangiarlo) che lo risputa con la faccia tutta scombussolata. A causa di questo incidente scopre dei mostri, ma Elena, tuttavia, riesce a farlo tacere sulla questione. Nel fumetto poi li aiuterà a portare i gatti rapiti alle loro case.

### Androgorka
Esseri umani che hanno ceduto la loro umanità a Magnacat dopo aver assunto il suo "siero dell'invulnerabilità". Per chi può vedere i mostri, a loro risultano come umani con tre occhi come i Gorka. Per farli tornare normale, bisogna privare loro della loro parte mostro (attirandola in un dombox o facendoli digerire da uno Spettro Nero, che li risputa come umani). Tra gli Androgorka spiccano Vladimir Punzo, la madre di Patty e Puffy (quest'ultimo solo nel cartone).

## Tutori
Mostri umanoidi verdi, dai capelli tentacolari che fanno da giurisdizione nelle città sospese e da guardiani nelle oasi di detenzione, sotto l'insospettabile forma di gatto. Sul petto hanno raffigurato il loro simbolo di grado.

### Timothy-Moth
Uno dei protagonisti della serie. È il Tutore Stellato dell'Oasi Barrymore. Uno dei pochi tutori che ha due occhi (e non tre) e l'unico ad averceli gialli (e non rossi, cosa non mantenuta nel cartone). Nella sua forma gatto è uno Sphynx bianco. Per quanto severo e un po' presuntuoso, è molto amichevole con tutti i suoi detenuti. Per aver insegnato illegalmente a Zick diverse tecniche di combattimento Dom, e per aver infranto piccoli protocolli, viene radiato dall'oasi e sostituito da Jeremy. Nel fumetto, questo periodo di lontananza da casa Barrymore gli permette di seguire le tracce di Maschera di Fuoco, mentre, nella serie animata, rimane nel consiglio dei tutori a Bibbur-Si. In entrambe le versioni, per contrastare l'armata di Magnacat, Timothy aiuta Zick e i suoi amici a fermarlo ma mentre nel cartone Timothy ritorna subito all'oasi, nel fumetto diventa momentaneamente un ricercato a causa dal collega Deputhy, geloso nei suoi confronti, ma il disguido viene chiarito con l'esilio di quest'ultimo e Timothy diventa anche il rettore della Scuola per Domatori.
Nella serie animata è doppiato da Oliviero Dinelli.

### Jeremy-Joth
Uno dei protagonisti della serie. È il Tutore Massimo di Bibbur-Si. Nella sua forma gatto è uno Scottish Fold bruno. È l'unico tutore a portare gli occhiali (non nella sua forma felina). Dopo aver saputo dei problemi di casa Barrymore, ha deciso di fare da controllore alla questione, rivelandosi più in gamba di Timothy, fino a sostituirlo del tutto dopo aver scoperto che aveva istruito Zick nelle arti Dom illegalmente. Rispetto a Timothy, è molto severo e irremovibile ma, partecipando alla battaglia contro Magnacat, si trova costretto a dare uno strappo alle regole, sapendo che, con il tempo che ci avrebbero messo i suoi colleghi a proteggere la città, non avrebbero avuto chance contro il Gorka. È innamorato di Marilys.
Nella serie animata, non si dimostra affatto meno rigido (ed è sempre visto nella forma felina), ma permette poi ai mostri sotto la sua custodia di uscire a fermare i Gorka.
È doppiato da Ambrogio Colombo.

### Lardine
Tutrice di primo livello dell'Oasi di Reboolaz. Nella sua forma gatto è una Gatta sacra di Birmania grigia. È la prima tutrice rapita dagli Gorka ed è l'unica a rimanere loro prigioniera, per permettere a Timothy di scappare. Dopo averla salvata, Timothy la affida alle cure di Elena e prende sotto custodia i suoi mostri. Dopo essersi ripresa, Lardine torna alla sua oasi con i suoi mostri e cattura i compagni teatranti di Chumba. Sia nel fumetto che nella serie animata, tra Timothy e Lardine pare esserci del tenero.
È doppiata da Cinzia Massironi.

### Marilys-Lys
Tutrice di primo livello dell'Oasi Thaur. Nella sua forma gatto è una Persiana bianca. Ha lo stesso carattere di Timothy, severo ma non rigido, partecipando senza controbattere alla battaglia contro Magnacat. È innamorata di Jeremy. Nella serie animata, Marilys non viene mai vista, ma viene menzionata in un episodio della prima stagione.

### Bartleby-Bath
Tutore Massimo di Bibbur-Si. Riconoscibile dai suoi colleghi per avere quattro tentacoli in testa e la faccia squadrata. Come tutti i Tutori Massimi è rigido ma è quasi-acconsenziente a permettere ai Domatori di agire liberamente, poi, dopo aver visto di giovani Domatori fermare il Senza Nome e Moog Magister, acconsente alla possibilità di reinserirli nella comunità dei mostri, sciogliendo definitivamente l'esilio, quando i Gaigamonster vengono sconfitti.
Compare come personaggio secondario anche nella serie animata, senza però distinguersi.

### Deputhy-Deth
Ex-Tutore Massimo di Bibbur-Si. Riconoscibile per i sei tentacoli in testa e la faccia lunga. Detesta profondamente i Domatori e, ancor più, detesta profondamente Timothy per avergli soffiato il titolo di Tutore Stellato. Quando a Deputhy gli venne dato l'ordine di porre fine all'alleanza tra i Domatori e i Tutori reietti, ne approfitta per vendicarsi di Timothy, con l'intento di catturarlo e trasformarlo permanentemente in gatto, ma il Tutore Stellato riusce a fuggire e Deputhy, nel seguire la sua vendetta, viene esiliato dal consiglio, ottenendo lo stesso fato che voleva rivolgere al collega, diventando un normalissimo gatto randagio privo di memoria (Gatto delle foreste norvegesi).
Nel cartone compare come personaggio secondario, il cui unico ruolo rilevante è ispezionare l'Oasi Barrymore (ruolo che aveva Plinius nel fumetto), dimostrandosi molto cordiale e per niente malvagio.

### Carnaby-Croth
Deceduto Tutore Massimo di Bibbur-Si. Riconoscibile per i cinque tentacoli in testa e la faccia triangolare. Sin da principio ha appoggiato i Domatori, assicurandoli che avrebbe fatto qualsiasi cosa in suo potere per poterli far riammettere nelle città sospese. Quando i Gaigamonster attaccano Bibbur-Si, Carnaby combatte coraggiosamente contro Ombra degli Abissi per proteggere i pilastri, resistendo fino alla fine ma morendo per lo sforzo di energia. Per onorare la sua morte, Bartleby ritira l'esilio dei Domatori.
Compare nella serie animata, il cui unico ruolo rilevante è trasformarsi in un Ah scherzomane per mettere alla prova l'Oasi di Jeremy (ruolo che nel fumetto apparteneva a Mocha, sotto le sembianze di una Bobak analfabeta).

### Plinius-Plus
Tutore Massimo-Anziano e Neo-Tutore Massimo di Bibbur-Si. Riconoscibile per la sua alta statura e delle voglie a freccia sotto tutti e tre gli occhi. Il più importante e anziano tra i tutori del mondo, considerato spietato e rigido, mentre in realtà è solo un po' altezzoso ma comprensivo. Inizialmente, seppur felice che i Domatori facciano la loro parte, intende far sì che non si espongano troppo, assumendo il miglior cacciatore di taglie per riacciuffare Sinistro, ma Zick si mette di nuovo di mezzo, facendo capire a Plinius che per i Domatori è tempo che ottengano un ruolo importante nelle Città Sospese, accanto a loro.

### Mocha-Mok
Neo-Tutrice Massima di Bibbur-Si. Riconoscibile per la bassa statura e il corpo snello. Si trasforma in una Bobak analfabeta per mettere alla prova gli abitanti di casa Barrymore (ruolo preso poi da Carnaby, nel cartone, sotto forma di Ah scherzomane), approvando a pieni voti la buona riuscita dell'ispezione di Plinius. A seguire, Mocha non ha più un ruolo importante. Ha un carattere allegro, ma autoritario.

### Tutore Supremo
Una razza di Tutori più alti di quelli di livello massimo che vivono a Kamaludu-Si, la città sospesa più pura. Sono molto più snelli e alti dei tutori normali, indossano delle toghe, i loro occhi sono sottili e parlano quasi esclusivamente tramite Kuix (sfere spiritate senzienti).

### Tutore Guardia
I tutori privi di livello, a cui è stato assegnato il compito di vigilare i mostri nelle città sospese o di scortare i nuovi detenuti nelle Oasi. Sono tutti caratterizzati da una testa bassa e un elmetto da vigile.

## Monster-Si
Così chiamati tutti i mostri buoni. Chiunque commetta un crimine (per niente gravi per gli umani) viene internato in un'Oasi di Detenzione e tenuti a guardia da un Tutore e (il più delle volte) da un rifugiatore, finché non saranno rieducati. Sono tutti invisibili agli umani, a meno che non "disattivino" l'invisibilità in certi casi. I mostri "Teatranti" sono coloro che amano mettersi in mostra ed ignorano le leggi dell'invisibilità.
Vivono in mezzo agli spazi vuoti (come tra i grattacieli) in città sospese.

### Bombi
La specie di mostri più numerosa. Sono creature enormi e rumorose, spesso golose di diverse cibarie (maggiormente le scarpe e i cappuccini). Tutti possono essere chiamati Bombo (o Bomba), con qualche rara eccezione. Pochi di loro sanno parlare in maniera corretta e quando muoiono, i Bombi si reincarnano nel loro nido per rinascere con un paio di ali sotto le ascelle.

#### Bombo
Uno dei protagonisti della serie. È un detenuto dell'Oasi Barrymore a causa dei suoi furti di dolcetti (nel cartone viene aggiunto che tali cibi erano contro la sua dieta). Adora le scarpe e cerca sempre di rubarle a Zick, finendo con l'essere scoperto, ma non prima di averle "sbuscicate". Stando a lui avrebbe 212 anni (218 in Monster Allergy Evolution), età ancora ritenuta giovane per i mostri.
È doppiato da Pietro Ubaldi.

#### Bombo - Numero 2/Number Two
Detenuto dell'Oasi Reboolaz a causa dei suoi "rumori molesti". Quando viene trasferito momentaneamente nell'Oasi Barrymore, viene denominato Numero 2 per distinguerlo da Bombo (nel cartone, lui possiede sin da subito il nome di Number Two). Si può distinguere dal primo Bombo per il monociglio e la stazza appena appena più bassa.
Nel cartone cerca di dimostrare a Lardine il suo valore rimettendo in funzione un vecchio faro assieme a Chumba e Korrikarro.

#### Bombolo
Giovane Bombo affidato ad Elena, appena diventa Rifugiatrice. Il suo crimine è quello di sporcare in continuazione con il contenuto super pieno del suo pannolino. Sei anni dopo gli eventi della serie principale, Bombolo passa per una fase adolescenziale in cui i suoi capelli cambiano in ogni vignetta, alla ricerca dello stile perfetto.
Compare anche nella seconda stagione del cartone, dove viene usato come "Cavallo di Troia" dalle Anguane per infiltrarsi nell'Antica Armeria, ma poi, scoperto il trucco, Bombolo viene liberato dal loro influsso e affidato ad Elena.

#### Borombo
Un grosso Bombo che lavora come ascensorista di Bibbur-Si, buon amico di Timothy.
Nel cartone parla con uno spiccato accento romano ed è uno dei pochi Bombi in grado di parlare correttamente.

#### Bombo il Teatrante
Un Bombo dalla carnagione scura e un basco in testa che fa parte della compagnia di Teatranti di cui Chumba fa parte. Nel tentativo di liberare il suo amico, viene catturato ed internato nell'Oasi di Lardine. È assente nel cartone.

#### Grande Bomba
Madre di tutti Bombi, perennemente addormentata, cova Bombi ogni minuto alla Valle dei Bombi. Rispetto agli altri è molto più grossa, e ha una gemma sulla fronte.

### Sgnakuz/Snyakuz
Creature bianche dai molti arti e occhi in grado di staccarsi le parti del corpo, ognuno di essi dotato di propria mentalità, ma pur sempre collegati al corpo madre.

#### Sgnakuz Bu/Snyakuz Bu
Detenuto dell'Oasi Barrymore a causa del disordine creato dai suoi arti sparpagliati in giro. Parla con "R" moscia. Aiuta spesso Bombo nella sua impresa di cacciatore di scarpe e adora fare scherzi a Jeremy, lasciando pezzi del suo corpo in giro per la casa.
È doppiato da Riccardo Peroni.

#### Sgnakuz il Teatrante
Uno Sgnakuz dalla carnagione verdognola che fa parte della compagnia di Teatranti di cui Chumba fa parte. Nel tentativo di liberare il suo amico, viene catturato ed internato nell'Oasi di Lardine. È assente nel cartone.

#### Uzka
Uno scienziato di Bibbur-Si, trasforma i Tutori in gatti e si occupa anche di "rattoppare" le vittime di Domatori Neri e dei Monster-Ska. Compare solo in due episodi della serie animata: nella prima stagione quando Timothy viene trasformato in gatto, e nella seconda quando Sinistro ne assume le sembianze per rapire Zick.

#### Sgnakuz Pudzo
Gigantesco e muscoloso Sgnakuz. È un cacciatore di taglie assoldato da Plinius affinché catturi Sinistro, ma fallisce per colpa di Zick ed Elena. È in grado di mimetizzarsi e di cambiare colore della pelle con una polvere speciale.

### Bobak
Creature gelatinose molto erudite.

#### Ben Talak e Clak Ritak
Due fratelli internati nell'Oasi Barrymore, il primo per aver raccontato troppe bugie e il secondo per aver suonato male il violino. Ben è alto e rosa e con i filamenti delle guance (detti baffi, nel manuale del domatore) a penzoloni, Clak è basso e viola e ha i baffi ritte. Nel cartone, i loro colori si invertono (motivo scusato dal fatto che i Bobak cambiano colore in base a ciò che provano). Ben adora raccontare molte cose a Zick, sul mondo dei mostri, aiutandolo in qualche impresa con le sue nozioni.

#### Riz Brandak
Il leader dei Teatranti di Foggy Isalnd. Assomiglia molto a Ben Talak, ma indossa un basco e un camice bianco e ha un paio di baffetti. È molto furbo e molto autoritario e pretende dai suoi colleghi Teatranti la perfezione nel farsi notare.
Nella serie animata è il leader dei mostri di Foggy Island, qua adibita a rifugio di mostri braccati dalla legge e Monster-Ska.

#### Rol Badak
Anziano insegnante di geografia all'antica armeria.

### Zamurri
Creature multicefale. Un essere single di questa razza possiede le braccia, che scompaiono quando trova una compagna, con la quale si fonde (tuttavia, sia nella serie animata che nel fumetto sono presenti alcuni Zamurri accoppiati dotati di braccia, alcuni di essi definiti "Zamurri Equatoriali"). Sul corpo poi compaiono le teste dei loro figli che si separano (in un corpo proprio) in cerca di altri compagni. Normalmente, tutte le teste dello Zamurro vanno d'accordo.

#### Parruto Porro
Detenuto dell'Oasi Barrymore a causa del suo perenne stato single e del suo carattere scontroso (nel cartone non viene specificato il suo crimine, ma si suppone sia per via del suo caratteraccio e le sue continue evasioni). Ha la pelle blu e indossa un maglione a strisce e se la prende con tutti per un nonnulla. In un episodio, però, cerca di farsi perdonare da tutti preparando una torta, ma viene poi catturato dalle Anguane. Compare in un solo episodio della seconda stagione del cartone, come nuovo detenuto dell'Oasi Barrymore dal quale tenta di scappare.
È doppiato da Gianluca Iacono.

#### Korrikarro
Detenuto dell'Oasi Raboolaz a causa del suo carattere scontroso contro... sé stesso. Ha la pelle rossa.

### Gingi
Creature con molti tentacoli, molto vanitose e ossessionati dagli oggetti umani.

#### Trengingigan
Famoso cacciatore di Monster-Ska a Bibbur-Si e grande amico di Timothy. È caratterizzato dalla benda sull'occhio, che nel cartone viene detta essere un semplice abbellimento, mentre nel fumetto viene detto che è diventato guercio a causa della sua ex-moglie: "i divorzi costano un occhio della testa" (non è chiaro, però, se questa informazione è attendibile, in quanto lo proferisce Omnised sotto le sembianze di Trengingigan, ma siccome Timothy non lo contraddice, pare trattarsi del vero motivo). Zick e Timothy si riferiscono a lui per combattere contro Magnacat, e per poco non vengono fregati da uno dei suoi Gorka travestito da Trengingigan, ma vengono salvati all'ultimo dal vero Gingi. Ricompare poi più tardi, quando aiuta Zick ed Elena in una loro impresa, in cambio di un cappuccino (per cui va matto).
È doppiato da Riccardo Rovatti.

#### Lali Bergingigonz
Detenuta dell'Oasi Barrymore a causa del suo abuso di potere (nel cartone fa finta di predire il futuro a scopi di furto). Prima di essere rinchiusa, Lali era la direttrice dell'oroscopo della Monster Gazette, poi, gelosa del successo degli abitanti di Casa Barrymore, cerca di farsi notare usando la sua lettura delle stelle per farsi fare dei favoretti ai creduloni, venendo internata con grande sorpresa a Casa Barrymore.
Compare in un solo episodio della seconda stagione del cartone, come nuova detenuta dell'Oasi Barrymore, dalla quale fugge assieme a Parruto Porro.
È doppiata da Lorella De Luca.

#### Chumba Bagingi
Detenuto dell'Oasi Reboolaz per via della sua natura Teatrante. Fa parte di un quartetto che cerca di aiutarlo ad evadere durante un trasferimento, venendo anche loro internati nell'Oasi. Adora chiamare Timothy "sbirro".
Nel cartone Chumba rimane inscatolato a Casa Barrymore per un po' di tempo, e poi usato contro le Anguane grazie alla sua natura esuberante e distruttiva (al posto del Lurrido), e poi viene riportato alla sua Oasi. Ha una fidanzata, anch'essa Teatrante (ed esclusiva del cartone), di nome Chamamba.

#### Betto Progingibot
Amico di Bombolo ed Elena. Un timido secchione che abita nell'armadio del dormitorio della Rifugiatrice, in cambio di alcuni effetti speciali durante le sue "sedute spiritiche".

### Ah e Ahu
Creature umanoidi dal corpo piccolo e il naso enorme, dediti alla risata. Gli Ahu sono Ah le cui barzellette non sono comprese da nessuno.

#### Ah il Teatrante
Un Ah dalla carnagione blu, con indosso una sciarpa che è il leader della compagnia di Teatranti di cui Chumba fa parte. Nel tentativo di liberare il suo amico, viene catturato ed internato nell'Oasi di Lardine. È assente nel cartone.

#### Bobbahu
Assistente di Bim Bombak sia alla Tana del Sollazzo, sia alla mensa dell'Antica Armeria. Assieme al suo capo combina un guaio dopo l'altro.

### Bolli & Girti
Creature volanti e poco comprese che cantano. I bolli sono sfere rosa con un'aureola che cantano in cerca di attenzione e i Girti sono creature verdi dotati di grandi orecchie e una coda arricciata,

#### I tre Bolli
Detenuti nell'Oasi Barrymore per aver disturbato la quiete. Bombo li usa spesso come gavettoni. Hanno la caratteristica di scoppiare come palloncini appena cantano una nota troppo alta, per poi rigenerarsi subito dopo.

#### Sferi Canori
Antenati dei Bolli, quasi estinti. Gli ultimi esemplari abitano a Kamaludu-Si. Se esplodessero, non sarebbero più in grado di rigenerarsi. La loro musica è tuttora incompresa, ma non per questo considerata celestiale.

### Pianta Digerente
Una pianta carnivora dalle tante teste. All'inizio, i mostri di Casa Barrymore cercano di fermare Elena dall'incuriosirsi troppo a Zick cercando di piantare una Pianta Digerente nel suo giardino, ma avendola piantata al contrario, questa scorrazza ora libera per le fogne di Oldmill. Zick si allena spesso con lei, offrendole qualcosa da mangiare.
È doppiata da Elisabetta Spinelli, Irene Scalzo, Jolanda Granato, Renata Bertolas

### Bombak/Bobbo
Un ibrido tra un Bombo e un Bobak, di cui possiede le caratteristiche di entrambe le specie.

#### Bram Bombak
Anziano amico di Timothy e Jeremy. Ai suoi tempi si occupava di custodire e di insegnare presso l'Antica Armeria, ruolo che gli viene poi dato prima della fine dell'esilio. Nel fumetto è rappresentato viola e con quattro occhi, mentre nel cartone viene mostrato arancione, con due occhi con cui vede poco bene.

#### Bim Bombak
Nipote di Bram Bombak. Lavora con Bobbahu presso la Tana del Sollazzo, una taverna spesso frequentata dai Tutori, e gestisce anche la mensa dell'Antica Armeria, approfittandone per fare dei soldi extra con l'affitto di una città sospesa abbandonata lì vicino.

### Varavan
Giganteschi mostri che fungono da mezzi di trasporto. Dopo che l'Antica Armeria viene riaperta, fungono da scuolabus per i Domatori e i Rifugiatori, nascondendoli agli umani con una nebbia da loro emessa.

### Flyvan
Creature volanti, simili a pterodattili con un muso simile a quello di un formichiere, che fanno da mezzo di trasporto volante per i Domatori.

### Gor-Si
Detto anche Gorka Bianco, è una rarissima (per non dire unica) specie di Gorka pacifici. Un Gorka bianco abita a Kamaludu-Si, come alleato dei Tutori Supremi e venerabile decano della città. Omnised e Omniquod tentano di corromperlo per renderelo il secondo Magnacat, ma falliscono.

### I Supremi
Sono i mostri più buoni di tutto il Poddum-Si. Sono due fratelli dall'aspetto di piccoli topi bianchi senza orecchie e una foglia sulla punta della coda. Ultimi di una lunga stirpe di guaritori, gestiscono il Kalabal-Si, un ospedale che si erge sul dorso di un drago addormentato e che vaga su una nuvola. Il fratello minore viene ucciso da Leon: convocato per poterlo guarire dai suoi istinti omicidi, il piccolo domatore lo schiaccia, creando così un mostro causato da tutti i problemi negativi da lui risolti nel corso degli anni. Suo fratello, un po' più rigido e diffidente (quindi privo dello stesso problema del fratello) lo calma e diventa l'ultimo della sua specie.

### Pacificatori
Il personale di Kalabal-Si, creature simili a meduse antropomorfe azzurre. Si nutrono della negatività.

## Monster-Ska
Così chiamati i mostri cattivi. I loro crimini li hanno esiliati definitivamente dalle Città Sospese e convivono in mezzo agli umani, ma senza nuocergli (non tutti almeno).

### Gorka
Creature composte da un corpo verdognolo e una testa a forma di teschio con tre occhi. Sono in grado di mutare forma e ipnotizzare la gente. Agli occhi umani possono sia essere invisibili sia apparire come normali esseri umani. Esistono rari membri di questa specie che sono buoni, i Gor-Si (Gorka Bianchi).

#### Magnacat
Uno dei due antagonisti principali della serie. Capo dei Gorka, riconoscibile per l'enorme stazza e la testa rotonda. Dopo essere stato esiliato da Bibbur-Si, si confonde tra gli umani come presidente di un edificio (gestito da Gorka e Androgorka), chiamato la "Pyramid Inc." o "Piramide degli Invulnerabili" con delle fattezze ispirate a quelle di Silvio Berlusconi. Usando questo lavoro come copertura, Magnacat cerca umani disposti a seguirlo come Androgorka, dopo aver bevuto il "Siero dell'Invulnerabilità" (che pare trattarsi di essenza di Gorka). Oltre a reclutare Androgorka, Magnacat fa rapire tutti i gatti della città per stanare dei tutori, riuscendoci con Lardine e Timothy. Il suo piano era quello di lasciare incustodite le Oasi di Detenzione per portare dalla sua anche i mostri detenuti, poi, scoperto che con Timothy c'è anche un potente domatore, cambia piano e decide di portare dalla sua parte sia Timothy che Zick, ma il ragazzo evoca uno Spettro Nero che divora Magnacat, che rinasce come Spettro Mostro, dopo che il fantasma sparisce: Maschera di Fuoco.
Nella serie animata, Magnacat è l'antagonista principale della prima stagione ed è accompagnato dai suoi sgherri Omnised e Omniquod. A differenza del fumetto, non diventa uno Spettro Mostro quando Barbaruffa scompare, ma viene ritrovato dai suoi Gorka e messo in una teca ricostituente, affinché possa rigenerare il suo corpo. Una volta recuperatolo, Magnacat torna all'assalto della città sospesa, con Spettri Neri, Monster-Ska e un Mostrosauro, il quale, però, lo divora e da lì finirà nel Dombox di Zick, riuscendo a liberarsi momentaneamente in un episodio della seconda stagione, nutrendosi delle forze del Mostrosauro, ma poi viene sconfitto di nuovo e chiuso in un Dombox sicuro. Infine, Magnacat ricompare in un incubo di Zick, provocatogli da Moog Magister, in cui è riuscito a dominare il mondo. Nel cartone è il responsabile del rimpicciolimento di Zob e della pietrificazione di Terrence, al posto del Pilplour e, sostituendo Sinistro, priva Zick del suo Dom (anche se per un solo episodio).
È doppiato da Roberto Draghetti.

#### Omnised
Braccio destro di Magnacat dalla testa romboidale. Ha il compito di sviare le ricerche di Zick e Timothy nel trovare un punto debole dei Gorka, si trasforma quindi in Trengingigan e passa ai due uno specchio, dicendo che si tratta di un modo per vedere un Gorka senza venire ipnotizzato, ma il vero Trengingigan appare e li informa che lo specchio decuplica il potere ipnotico di un Gorka, salvando all'ultimo Zick. Timothy, quindi, lo combatte per poter sapere dove era stata nascosta Lardine e gli altri gatti, combattendolo una seconda volta anche nella loro prigione, facendolo finire sotto un cumulo di rocce. Ricompare un anno dopo, travestito da un giovane Domatore di nome Tommy Lavance, assistito dal suo amico Omniquod, nelle vesti di Francine, una giovane RIfugiatrice, in modo da arrivare all'incontaminata Città Sospesa di Kamaludu-Si e avvelenare l'animo del Gorka Bianco e di farlo diventare il secondo Magnacat, ma fallisce, venendo polverizzato dall'energia Dom dei Domatori.
Nel cartone è uno degli sgherri di Magnacat e il fratello maggiore di Omniquod. È il secondo mostro catturato da Zick, dopo la Pianta Digerente, e viene raggiunto due episodi dopo da Omniquod (che nel cartone è lui a travestirsi da Trengingigan), ma poi, ipnotizzando Elena, la convince a liberarlo e fugge col fratello da Magnacat, dove cerca di aiutarlo il più possibile, venendo sgridato ogni volta per ogni suo fallimento. Viene catturato una seconda volta (e definitivamente) da Zick, quando cerca di portare un dirigibile pieno di Spettri Neri e Gorka a Bibbur-Si.
È doppiato da Diego Sabre.

#### Omniquod
Amico di Omnised nel fumetto, e suo fratello nel cartone. Caratterizzato dalla testa rettangolare. Nel fumetto appare sotto le vesti della giovane rifugiatrice Francine, con cui stringe amicizia con Elena, cercando di insidiare negli Zick uno strano senso del dubbio, parlando a Zick dei suoi nonni paterni, cosa che il padre aveva nascosto. Quando arriva a Kamaludu-Si, Omniquod e Omnised cercano di avvelenare il Gorka Bianco per farlo diventare un degno successore di Magnacat, visto il suo potere nella pura ed eterea città sospesa. Ma quando i giovani Domatori e Rifugiatori polverizzano Omnised, Omniquod viene catturato e costretto a de-avvelenare il Gor-Si e poi viene inscatolato e messo nell'Antica Armeria.
Nel cartone, Omniquod è il secondo braccio destro di Magnacat, e un po' più tonto del fratello. Inizialmente si presenta come il responsabile dei laboratori e della pubblicità della Pyramid Inc., poi si traveste da Trengingigan per ingannare Zick a espandere l'armata Androgorkiana di Magnacat, versando il Siero dell'Invulnerabilità, spacciato per il suo antidoto, nel bacino idrico di Oldmill. Zick riesce a catturarlo e poi riesce a purificare l'acqua. Quando Omnised viene liberato da Elena, il Gorka si porta via suo fratello e insieme aiutano Magnacat a rigenerarsi e a attaccare di nuovo Bibbur-Si. Viene catturato da Teddy, nell'Antica Armeria, mentre Zick distrae Magnacat a bordo del Gorka-Bot. Nella seconda stagione, Omniquod ricompare in un incubo di Zick in cui Magnacat ha dominato il mondo.
È doppiato da Marco Balzarotti.

#### Viziosed
Ultimo braccio destro di Magnacat e personaggio originale del cartone. Compare nell'ultimo episodio della prima stagione, dove ruba il corno di Kong, con cui evocare il Mostrosauro, per Magnacat. Ha la pelle rossastra e la testa triangolare con gli spigoli riccioluti. Viene divorato con il suo capo dal Mostrosauro e inscatolato con loro da Zick. Con Magnacat, riuscirà momentaneamente a liberarsi in un episodio della seconda stagione. Viene inscatolato definitivamente da Trengingigan all'Antica Armeria. Ricompare, successivamente, in un incubo di Zick in cui Magnacat ha dominato il mondo.

### Bonz Mangiatutto
Specie simili ai Bombi, ma più grandi e con una fame insaziabile. Riuscire a catturarli è piuttosto complicato, in quanto possono essere anche più forti dei draghi.

### Mugalak
Un mostro simile ad un drago. Emette vapori dal corpo. Il suo respiro ha proprietà curative.

#### Mug Mug
Un Mugalak di colore verdastro. Vive sotto un geyser nel parco di Oldmill, di cui si scopre esserne la sorgente. Nel cartone specifica che non usa l'invisibilità in quanto sostiene che nella sua tana non entra mai nessuno e non serve sprecare energie. Zick (e anche Teddy, nel cartone), su consiglio di Ermelia, deve prendere il suo alito per poter curare il padre. Nel fumetto, lo cattura davanti alle tre anguane a cui deve un mostro (che lo salvano dall'ipnosi del mostro), ma gli passa poi un Lurrido.
Nel cartone Zick, Elena gli fanno visita in entrambe le stagioni, e in entrambe lui tenta di divorarli, per poi rinunciare dopo essere stato battuto. Differentemente dal fumetto, Zick decide di non catturarlo per non privare il parco dei suoi geyser.

#### Ragador e Sulfurius
Due mugalak di colore blu e rosso, originali del cartone. Schiavizzano Mug Mug, e lo costringono a rapire Patty e Matty, poiché possano mangiarle. Vengono sconfitti e inscatolati da Zick, che cancella la memoria alle sue compagne.

### Forra
Una specie di sanguisuga marina enorme. Si nutre di mostri e si trova nei bacini idrici.

### Verme d'Acqua
Un enorme serpente marino dotato di mille bocche ed un corpo peloso.

### Pipluor
Un ammasso gelatinoso con molti occhi e senza orecchie, quindi immune ai comandi Dom. Per colpa di questo mostro, Zob e Terrence hanno prosciugato il loro Dom, diventando microscopici. Nella serie animata, questo compito è spettato a Magnacat e con un fato diverso per Terry, tuttavia un Pipluor compare in un episodio dove è un mostro che si è liberato dall'Antica Armeria. Zick lo sconfigge facendosi inglobare, ferendolo all'interno e poi inscatolandolo (insieme a sé stesso, Timothy poi provvederà a liberarlo).

### Purpidoch
Un gigantesco ragno acquatico, con zampe terminanti in ganci, che infesta la laguna di Foggy Island. Compare sia nel fumetto che nel cartone.

### Lurrido
Un mostro simile ad un ragno che adora sguazzare nello sporco. Se si vuole inscatolare tale creatura, è necessario far fermentare il contenuto del barattolo, o rischia di esplodere a causa del puzzolente lerciume che produce.

### Ombra
Una piccola sanguisuga che infesta il corpo ospite, controllandolo. Quella catturata dal padre di Zob (e accidentalmente liberata assieme al suo ospite), non desidera la libertà, ma solo un amico con cui passare il tempo. Diventerà amico di un ragno finito nel barattolo in cui viene rinchiuso, ottenendo quello che vuole.

### Gaigamonster
Un'antica razza di mostri enormi. Gli umani hanno considerato loro come responsabili dei disastri naturali. Assenti nel cartone.

#### Il Senza Nome/Colui-il-cui-nome-non-può essere-pronunciato-neanche-per-sbaglio
Il suo vero nome, che in lingua antica vuol dire Paura e Devastazione, si scrive con 36 lettere di cui solo due sono vocali. È il più antico dei Gaiga ed è il più devastante. Può rassomigliare ad un gigantesco e grande insetto dalle molte zampe e quattro occhi. Viene evocato inizialmente da Magnacat, poi viene domato da Moog Magister, con cui cerca di radere al suolo Bibbur-Si, ma i Domatori gli lanciano contro una sfera Dom che inizia a implodere nel ventre del Gaiga assieme a Moog Magister. I suoi resti vengono custoditi da Lay.

#### Ombra degli Abissi
Molto simile a Senza Nome, ma con due occhi e degli aculei sul dorso. Si muove sottoterra o in groppa a Magmilion. Zick ordina a Magmilion di portarlo sul Sole, assieme a lui e i suoi mini-simili.

#### Occhio Cieco e Sangue di Terra
Un duo di Gaiga che collaborano assieme. Entrambi hanno l'aspetto di due centipedi. Il primo ha due occhi, sempre chiusi e viene guidato dall'unico occhio del secondo.

#### Magmilion e i suoi Magmalon
Gaiga dall'aspetto di Razze volanti. Magmilion è il più grande del gruppo, mentre i Magmalon sono più piccoli e sono controllati da Magmilion. Vengono sconfitti da Zick, ordinando a Magmilion di portare i suoi Magmalon e Ombra degli Abissi verso il Sole.

#### Tulkumani
I più piccoli dei Gaiga. Sono delle lumache che rilasciano bava acida. Non hanno orecchie e hanno una moltitudine di piccoli cervelli, rendendoli praticamente invincibili ai comandi Dom, tuttavia non hanno un'ottima vista e attaccano le loro vittime seguendone le vibrazioni. Vengono evocati da Maschera di Fuoco, prima dei loro fratelli maggiori, e fatti divorare dagli Spettri Neri non più sotto l'influsso di Magnacat.

#### Mostrosauro
Il sostituto dei Gaigamonster nella serie animata. Ha l'aspetto di un enorme dinosauro, quasi simile a Godzilla. Dopo aver divorato Zick, Elena, Magnacat e Viziosed, i due ragazzi fuggono dalle sue orecchie e poi lo inscatolano assieme ai due Gorka (similmente a come Moog Magister era morto), anche se, curiosamente, i due Gorka vengono sistemati in barattoli a parte (dettaglio poi retcon-ato nella seconda stagione). Lo si può evocare tramite un oggetto leggendario, il Corno di Kong. Nella seconda stagione si scopre che è morto poiché Magnacat e Viziosed, per sopravvivere, gli hanno risucchiato tutta la sua energia e il barattolo Dom, non individuando il mostro che doveva contenere, si è aperto.

## Anguane
Donne umane che hanno rinunciato alla loro umanità in cambio di una forza soprannaturale e la longevità. Sono caratterizzate dalle rughe tutte raggruppate sulla testa, che cascano sul naso fino a coprire i loro occhi, che nascondono sotto una parrucca quando interagiscono con gli umani. Per quanto definite anche streghe, non sono dotate di poteri magici o della possibilità di vedere i mostri, ma sono in grado di domare animali normali e di preparare pozioni. In quanto umane, non possono vedere i mostri (a meno che non indossino dei particolari occhiali da loro creati)

### Ermelia Barrymore/L'Anguana di Er
Moglie dello zio materno di Zick. Da tutti viene considerata una "strega" e "non umana", rivelandosi essere vero, quando Zick incontra le Anguane. Tra di esse, Ermelia è la più ricca e più potente tra di loro, tanto da fare da vice a Moog Magister. Ha sempre cercato di ottenere l'affidamento sul nipote per poter usare il suo potere per fini loschi. Dopo aver aiutato Magister a raggiungere il Senza Nome, il re Anguana ha buttato Ermelia in mare, dal quale ne è uscita gonfia come una spugna, con l'acqua dentro ogni poro. Dopo essersi ripresa, Zick le ordina di non farsi più rivedere, sebbene felice di sapere che non era morta affogata (nel cartone, lo stesso Moog, la uccide con la magia in quanto non ha più bisogno di lei).
Nel cartone parla con uno spiccato accento emiliano. È doppiata da Lorella De Luca.

### Moog Magister
Re delle Anguane, l'unico maschio della loro comunità. Talmente anziano (301 anni, nel cartone) che le sue rughe sono tenute come una coda di cavallo (e nel cartone la sua mascella non si muove bene). Ammira la dedizione di Ermelia, considerandola la sua più grande allieva, ma la tradisce appena trovato il Senza Nome, buttandola in acqua. Domato il Gaiga, Moog fa rotta verso Bibbur-Si, ma viene fermato dai giovani Domatori, che lo fanno implodere dentro il Senza Nome, probabilmente uccidendolo.
Nel cartone, Moog Magister è l'antagonista della seconda stagione, assieme a Sinistro, e si scopre essere l'unica Anguana dei poteri magici. Muore quando Zick lo fa cadere in un pozzo di lava.

### Miranda Smurk
Assistente di Ermelia, assente nella serie animata.

### Creola, Zaira e Irma
Le prime tre Anguane incontrate da Zick ed Elena, sorprendentemente leali e cordiali.

### Wildstrude G. Adelgund
Un'Anguana che abita nella periferia di Oldmill. Si spaccia per un vecchio vedovo per ingannare Zob e Greta e intrappolarli per usarli in alcuni suoi esperimenti, venendo però inglobata da uno di essi.

## Fantasmi
L'anima di un essere umano (o di un mostro) che vive nel Poddum-Si.

### Spiriti/Spettri Bianchi
Fantasmi di persone che in vita avevano un cuore puro. Non si nutrono di mostri.

#### Theo Barrymore e Tessa Grange
Nonni materni di Zick, anch'essi Rifugiatori. Ospitarono nella loro oasi i loro consuoceri assieme a cui crebbero insieme i loro rispettivi figli.
Doppiati nel cartone rispettivamente da Pietro Ubaldi e Caterina Rochira.

#### Marianne Sachs
Sorella di Chaterine. Differentemente da lei, Marianne, rifiutando l'idea di essere morta, ha continuato la sua vita come se niente fosse, rischiando di diventare un Fuoco Buio, continuando a usare energie per poter spostare gli oggetti di casa sua.

### Trasparenti
Spettri Bianchi all'apice della loro purezza. Raggiunto questo status, lo spettro bianco diventa un fantasma di pura luce.
Nel 21° e nel 22º capitolo del fumetto, Elena incontra Chaterine Sachs, una Trasparente che in vita era una donna con una voglia attorno all'occhio destro. Facendosi vedere solo ad Elena, Chaterine le chiede di poter salvare sua sorella Marianne dal diventare un Fuoco Buio.

### Spiriti/Spettri Neri
Fantasmi di persone il cui animo era marcio, ironicamente dotate di alucce nere. Credono che divorare un mostro gli consenta di diventare solidi (credenza resa vera nella serie animata, aggiungendo il fatto che gli umani possono vederli quando sono sazi) e che divorare un domatore gli permetta di ritornare nel mondo dei vivi, mentre in realtà li allontana dalla redenzione e corrompe di più la loro anima. Per tale ragione, diverse oasi di detenzione si trovano in quartieri antichi denominati "Contrade Fantasma". Nonostante siano di natura umana, gli Spettri Neri sono assoggettabili e vulnerabili al Dom. Magnacat crea un'alleanza tra i Monster-Ska e gli Spettri Neri (nel fumetto, impedisce a loro di mangiare i loro alleati grazie a dei particolari cerotti), ma il suo piano viene rovinato.
Nella serie vengono incontrati diversi Spettri Neri anonimi, ma nessuno di questi ha un ruolo importante. Nella serie animata, però, vengono incontrati quattro fantasmi a cui è stato dato un nome: Lester, un sordo guardiano di un magazzino portuale (che Elena riesce a vedere, dato che è sazio), e i tre fratelli Blacksmith, amici di Theo e Tessa, i fratelli Blacksmith da bambini erano ragazzi gentili e spiritosi però crescendo sono diventati avidi ed egoisti e si sono isolati nella loro casa per poi morire li dentro da soli diventando a causa delle loro azioni spettri neri rimanendo anche in quella condizione nella loro casa. Dopo aver essersi battuti con Zick e aver rincontrato i suoi nonni, questi li convinceranno a prendere la strada per la redenzione.

#### Capitano Orazio Barbaruffa
L'unico Spettro Nero di grande importanza, sia nei fumetti che nella serie animata. È un vecchio e gigantesco bucaniere che si insidiava sulla costa di Bigburg. Zick lo evoca affinché lo aiuti a sconfiggere Magnacat a Baia Fosca, ma non sapendo cosa stava evocando, Barbaruffa, dopo aver divorato il Gorgka, rimane a girovagare vicino alla costa. Nel fumetto, Elena, facendo leva sulla sua commovente storia d'amore, riesce a farlo sparire (anche se questo lo porta a liberare Magnacat dal suo stomaco, ora sotto forma di Spettro Mostro).
Nella serie animata, Barbaruffa può essere visto da Elena, visto che stava ancora digerendo Magnacat, e la ragazza lo distrae chiedendogli della sua storia d'amore, permettendo a Zick di farlo scomparire, liberando così i resti digeriti di Magnacat, che verrà ritrovato dai suoi seguaci e ricomposto. Sempre nel cartone, Orazio, divenuto uno Spirito Bianco e ricongiuntosi con la sua amata (a cui viene dato il nome di Olivia), ritorna nella seconda stagione, Zick lo rievoca per aiutarli a fermare il suo galeone controllato dalla sua ciurma di fantasmi. Dopo aver ritrovato l'Unicorno, la sua nave, affida la sua seconda nave, la Triglia, a Bombo.
Anche lui è doppiato da Marco Balzarotti.

### Fuochi Bui
Spettri Neri all'apice della loro corruzione. Una volta raggiunto questo status, il fantasma perde memoria della sua vita precedente e divora pure gli spettri. Uno spettro bianco può diventare anch'esso un Fuoco Buio, se spreca troppa energia nello spostare oggetti o nel farsi vedere agli esseri umani. La loro unica debolezza è la luce.
Nella serie, Zick ed Elena incontrano un Fuoco Buio nel 22º capitolo del fumetto, dove cerca di divorare Bombo, Bu e Zick, ma viene scacciato via da Chaterine. Il fumetto sostiene che, da quello che rimane dei suoi ricordi, in vita potrebbe essere stato un politico.

### Mostro-Spettri
Ciò che rimane di un mostro divorato dagli spettri neri. Timothy ne incontra alcuni, come guardiani dei gatti rapiti di Magnacat.

#### Maschera di Fuoco
Dopo la scomparsa di Barbaruffa, Magnacat, rimasto nel suo stomaco per più di tre giorni, resuscita come Mostro-Spettro infuocato. A detta sua, questa forma era un ibrido tra uno spettro e un mostro (in quanto non ancora morto), mentre in realtà è solo un modo per nascondere la sua debolezza. Dal 9º capitolo fino al 14°, raggruppa un esercito di Monster-Ska, Spettri Neri e Gaigamonster per conquistare Bibbur-Si, ma viene sconfitto dagli Zick e dai Thaur, soffocandolo all'interno di un tornado.
Nella serie animata, Magnacat non si trasforma in un Mostro-Spettro, ma i suoi resti vengono trovati dai Gorka, quando Barbaruffa li lascia dopo essere scomparso. I suoi resti vengono rigenerati affinché ritorni come prima e, come nel fumetto, mette su un esercito di Mostri e Spettri ed evoca il Mostrosauro.

## Altri

### Charlie Schuster
L'amico immaginario di Elena. Curiosamente, Charlie è parte del Poddum-Si, permettendogli di essere visto anche dai Mostri, i Domatori e i Rifugiatori, conseguentemente, anche lui può vedere e interagire fisicamente (ma solo in alcuni specifici casi) con i mostri. Charlie ha l'aspetto di un normale ragazzo dai capelli a spazzola e i suoi (inventati) genitori sono degli agenti segreti sotto copertura come golfisti. Elena, a causa del trasloco, l'imminente nascita dei fratellini e sentendosi quasi esclusa da Zick, lo rievoca dalla sua infanzia, ma poi si ritrova costretta ad accettare di crescere e Charlie scompare. In suo onore, il suo fratellino, che gli somigliava, viene chiamato Charlie e si scopre che l'essenza di Charlie, sotto forma di un Kuix, una sfera di energia del Poddum-Si, si è trasferito nel piccolo Charlie Patata. È assente nel cartone.
Ricompare a Zick ed Elena 6 anni dopo, cresciuto (può essere visto con l'età dell'interlocutore, ma può assumere una forma fissa), per aiutarli con la riabilitazione di Leon.

### Sfruscio
Il gatto di Elena. Anche lui viene rapito da Magnacat. Non è tanto sveglio e si perde quasi sempre, tuttavia, dopo un iniziale disaccordo, è in buoni rapporti con Timothy, seppure vendendolo come uno strambo. Pare che può vedere i mostri.

### Puffy
Il coniglietto bianco di Elena. I suoi genitori glielo regalarono per non farla sentire triste per la mancanza di Sfruscio. Nel fumetto viene digerito dalla Pianta Digerente con Lonzo, ritrovandosi la faccia scombussolata. Tale esperienza lo porta a diventare parte del mondo dei mostri, venendo utilizzato come loro mezzo di comunicazione (Conigliogramma) e facendolo diventare un Coniglio Mannaro, grazie alla rabbia che sprigiona Maschera di Fuoco. Per farlo riprendere, Jeremy lo affida ai suoi colleghi, ma Deputhy lo trasforma in una macchina assassina e lo mette a caccia dei Domatori, fortunatamente, Carnaby lo guarisce del tutto e lo riporta alla normalità.
Nel cartone non viene digerito dalla Pianta e il Conigliogramma è una magia usata dai Tutori Massimi che funziona con ogni roditore vicino, ma la sua trasformazione in Coniglio Mannaro è l'effetto del Siero dell'Invulnerabilità, somministratogli da Omnised e Omniquod dentro una carota, per aizzarlo contro Zick, venendo però tranquillizzato da Elena.